# Liste der portugiesischen Botschafter in Bolivien
Die Liste der portugiesischen Botschafter in Bolivien listet die Botschafter der Republik Portugal in Bolivien auf. Die beiden Staaten unterhalten seit 1879 direkte diplomatische Beziehungen.
Erstmals akkreditierte sich ein portugiesischer Botschaft im Jahr 1969 in Bolivien. Eine eigene Vertretung in der bolivianischen Hauptstadt La Paz eröffnete Portugal nicht, der portugiesische Botschafter in Peru wird dort doppelakkreditiert (Stand 2019).
In Bolivien ist Portugal mit zwei Konsulaten in Santa Cruz de la Sierra und in der Hauptstadt La Paz präsent.

## Missionschefs
| Name                                                  | Bild     | Amtszeit                | Anmerkungen                                                   |
| Bolivien                                              | Bolivien | Bolivien                | Bolivien                                                      |
| ----------------------------------------------------- | -------- | ----------------------- | ------------------------------------------------------------- |
| Eduardo Augusto Andrade Braga Condé                   |          | 1969– Dezember 1971     | Botschafter, am 28. Juli 1969 in La Paz doppelakkreditiert    |
| António Abel Martins Pereira de Menezes Pinto Machado |          | 1972– 12. Dezember 1975 | Übergangs-Geschäftsträger                                     |
| José Eduardo de Meneses Rosa                          |          | 1977– Juli 1981         | Botschafter, am 23. Februar 1978 in La Paz doppelakkreditiert |
| Adriano António de Carvalho                           |          | 1981–                   | Botschafter                                                   |
| António Baptista Martins                              |          | 1988–1990               | Botschafter, am 19. Juli 1988 in La Paz doppelakkreditiert    |
| Joaquim Rafael Caimoto Duarte                         |          | 1992–1997               | Botschafter                                                   |
| Marcelo de Zaffiri Duarte Mathias                     |          | 1997–                   | Botschafter, am 5. November 1998 in La Paz doppelakkreditiert |
| Alexandre Manuel Galvão Mexia de Almeida Fernandes    |          | –2003                   | Botschafter                                                   |
| Mário Alberto Lino da Silva                           |          | 2003–2008               | Botschafter                                                   |
| Nuno António Ribeiro de Bessa Lopes                   |          | 2009–2012               | Botschafter                                                   |
| Helena Margarida Rezende de Almeida Coutinho          |          | 2013–2017               | Botschafterin                                                 |
| Afonso Henriques Abreu de Azeredo Malheiro            |          | seit 2018               | Botschafter                                                   |